# Suzon (Rodin)
Suzon este o sculptură bust de femeie realizată de Auguste Rodin, creată între 1872 și 1873, în perioada timpurie a carierei sale, când lucra numai comenzi. A fost inspirat de lucrările romantice de la sfârșitul secolului al XVIII-lea, în timp ce Rodin se afla în exil la Bruxelles din cauza Războiului franco-prusac. Bustul a fost creat în semn de omagiu adus lui Albert-Ernest Carrier-Belleuse, un alt sculptor aflat de asemenea în exil acolo, care a avut o mare influență asupra primelor lucrări ale lui Rodin.

## Versiuni
La început a realizat lucrarea în ipsos, apoi în porțelan de Sevres și în cele din urmă în marmură albă. Mai târziu, s-a confruntat cu dificultăți financiare și a vândut lucrarea către Compagnie des Bronzes din Bruxelles împreună cu Dosia sa. A făcut din această companie singura autorizată să reproducă cele două lucrări, de unde și varietatea edițiilor și dimensiunilor diferite ale operei în galerii publice și colecții private. După experimente suplimentare, Rodin s-a întors ulterior împotriva simetriei în sculptură, declarând că a fost unul dintre „păcatele tinereții mele”.